# Petko Petkov (volley-ball)
Pour les articles homonymes, voir Petko Petkov.
Petko Petkov est un ancien joueur bulgare de volley-ball, né le 17 mai 1958 à Dimitrovgrad (Khaskovo). Il mesure 2,06 m et jouait central.

## Clubs
| Club                    | Pays     | De        | À         |
| ----------------------- | -------- | --------- | --------- |
| CSKA Sofia              | Bulgarie | 1980-1981 | 1986-1987 |
| Ciesse Padoue           | Italie   | 1987-1988 | 1987-1988 |
| Paifitalia Battipaglia  | Italie   | 1988-1989 | 1988-1989 |
| Capurso Gioia del Colle | Italie   | 1989-1990 | 1989-1990 |

## Palmarès
- Jeux olympiques
  - Finaliste : 1980